# Bitwa nad Piawą
Bitwa nad Piawą (wł. Battaglia del solstizio „Bitwa przesilenia”, Battaglia di Mezzo Giugno „Bitwa połowy czerwca”) – bitwa stoczona na froncie włoskim I wojny światowej w dniach 15–23 czerwca 1918 roku nad rzeką Piawą.

## Tło
Po klęskach roku 1917 sytuacja wojsk włoskich nie była najlepsza. Włosi zostali odrzuceni na linie obronne w pobliżu Wenecji nad rzeką Piawą (do tej pory armia włoska straciła 600 tys. ludzi). Jednak z upływem czasu sytuacja uległa poprawie. W listopadzie 1917 roku na froncie włoskim zaczęli się pojawiać Francuzi i Brytyjczycy. Natomiast wiosną 1918 roku Niemcy wycofali z frontu włoskiego swoje oddziały, aby użyć ich w ofensywie wiosennej przeciwko Francji na froncie zachodnim.

## Bitwa

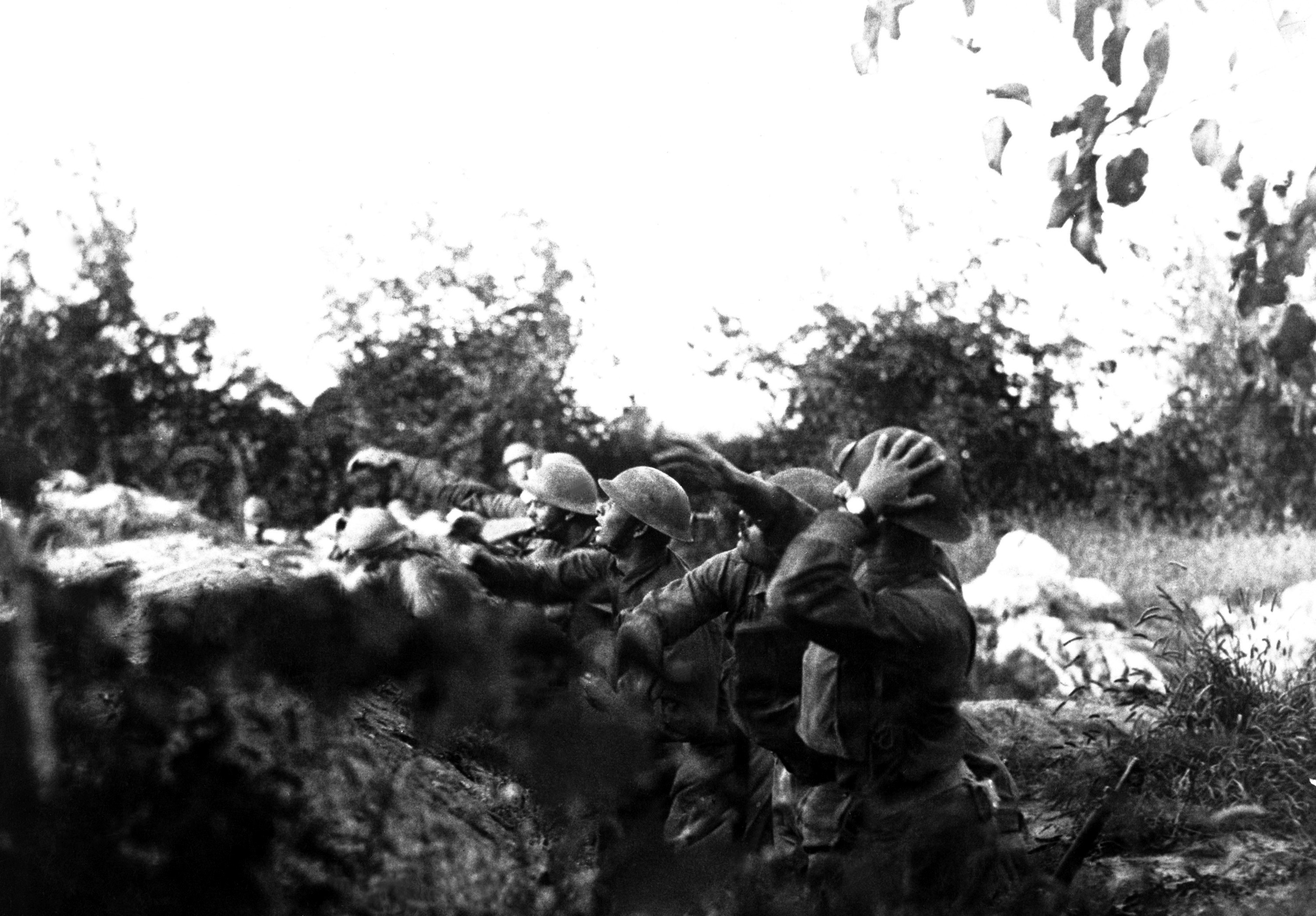
Żołnierze amerykańscy nad Piawą

Bitwa nad Piawą rozpoczęła się 15 czerwca 1918 roku austriackimi atakami pozorującymi w pobliżu Passo del Tonale oraz huraganowym ostrzałem artyleryjskim. Ataki austriackie po pierwszych sukcesach, zostały jednak zatrzymane. Cele ofensywy wojsk cesarskich zostały zdradzone dowództwu włoskiemu przez dezerterów austriackich; wykorzystując te informacje, Włosi skoncentrowali na kierunku uderzenia dwie armie. Na innym odcinku natarcia Austriacy pod dowództwem Svetozara Boroevića von Bojny odnieśli większe sukcesy, ale zostali odcięci od linii zaopatrzeniowych przez lotnictwo alianckie, ponadto w miejscu tym pojawiły się posiłki włoskie. 19 czerwca Włosi, wsparci wojskami sojuszniczymi, przeszli do kontruderzenia i wyparli przeciwnika z zajętych po pierwszych sukcesach terenów. Bitwa, zakończona 23 czerwca, stanowiła symbol agonii monarchii austro-węgierskiej, wykazała jej słabość militarną i wewnętrzną.